# (8143) Nezval
(8143) Nezval – planetoida z pasa głównego asteroid okrążająca Słońce w ciągu 3 lat i 292 dni w średniej odległości 2,43 au. Została odkryta 11 listopada 1982 roku w Kleť Observatory w pobliżu Czeskich Budziejowic przez Antonína Mrkosa. Nazwa planetoidy pochodzi od Vítezslava Nezvala (1900-1958), czeskiego poety. Nazwę zaproponowała czeska astronom, Jana Tichá. Przed nadaniem oficjalnej nazwy planetoida nosiła oznaczenie tymczasowe (8143) 1982 VN.